# Nico Bacani
Nico Bacani (* 16. Oktober 2003) ist ein deutscher Handballspieler. Er steht bei der SG BBM Bietigheim unter Vertrag.

## Karriere
Nico Bacani kam im Jahr 2021 in die Jugend des TVB Stuttgart und erreichte mit der A-Jugend das Viertelfinale der deutschen Meisterschaft. Zudem gab er in der Saison 2021/22 sein Bundesligadebüt und erzielte auch sein erstes Tor. Bis 2024 spielte er hauptsächlich mit der 2. Mannschaft in der Oberliga Baden-Württemberg, erhielt aber weitere Einsätze in der Bundesliga. Für die Saison 2024/25 wurde er zum ersten Mal mit einem Profivertrag für ein Jahr ausgestattet. Nach einer Saison wurde sein Vertrag für das Bundesligateam nicht verlängert und lief im Sommer 2025 aus. Daraufhin schloss er sich dem Zweitligisten SG BBM Bietigheim an.